# امید علیپور (بازیکن فوتبال)
امید علیپور (زادهٔ ۲ آبان ۱۳۷۹ در باشت) بازیکن فوتبال اهل ایران است که در پست مهاجم برای تیم فوتبال  نفت و گاز گچساران بازی می‌کند.

## بیوگرافی
امید علیپور زاده ۲ آبان ۱۳۷۹ در شهرستان باشت است. وی فوتبال خود را در باشگاه نفت گاز گچساران آغاز کرد. وی در بهمن ۱۴۰۲ با نظر سعید دقیقی راهی شمس آذر شد و نخستین بازی خود لیگ برتر را مقابل باشگاه فوتبال هوادار انجام داد.

## دوران باشگاهی

### نفت گاز گچساران
وی فوتبال خود را در نفت گاز گچساران آغاز کرد و مجموعا برای این باشگاه موفق به زدن ۱۰ گل شد.

### شمس آذر قزوین
وی در بهمن ۱۴۰۲ به شمس‌آذر قزوین پیوست و نخستین بازی خود را در مقابل باشگاه فوتبال هوادار در هفته شانزدهم انجام داد.